# Ispis naredbenih redaka
Ispis naredbenih redaka (eng. listing, nje. Programmausdruck) je otisnuti popis naredaba, obično u obliku računalnog programa ili računalnih podataka. Ispis je u obliku koje su namijenjene čovjeku kao čitatelju, odnosno ispis čine nizevi brojaka i slova.
Danas ovaj običaj nije više čest. Primjenjivalo ga se kad raširenost programa i podataka na masovnim nosačima podataka kao što je disketa, CD-ROM nije bila dostupna ili je bila vrlo skupa. Primjena ovog ispisa je bila radi otkrivanja i ispravljanja pogrešaka. Obično se podatke i programe ispisivalo na beskonačnom papiru.
- Izvadak ispisa naredbenih redaka u BASIC-u za Commodore 64.
- List beskonačnog papira s pomoćnim crtama.